# Видов, Александр Фомич
Видов, Александр Фомич (1829—1896) — академик архитектуры Императорской Академии художеств, ученик архитектора К. А. Тона, с 1854 по 1896 год  старший дворцовый архитектор Царскосельского дворцового ведомства (придворный архитектор), в коем проработал почти 50 лет.

## Вехи биографии

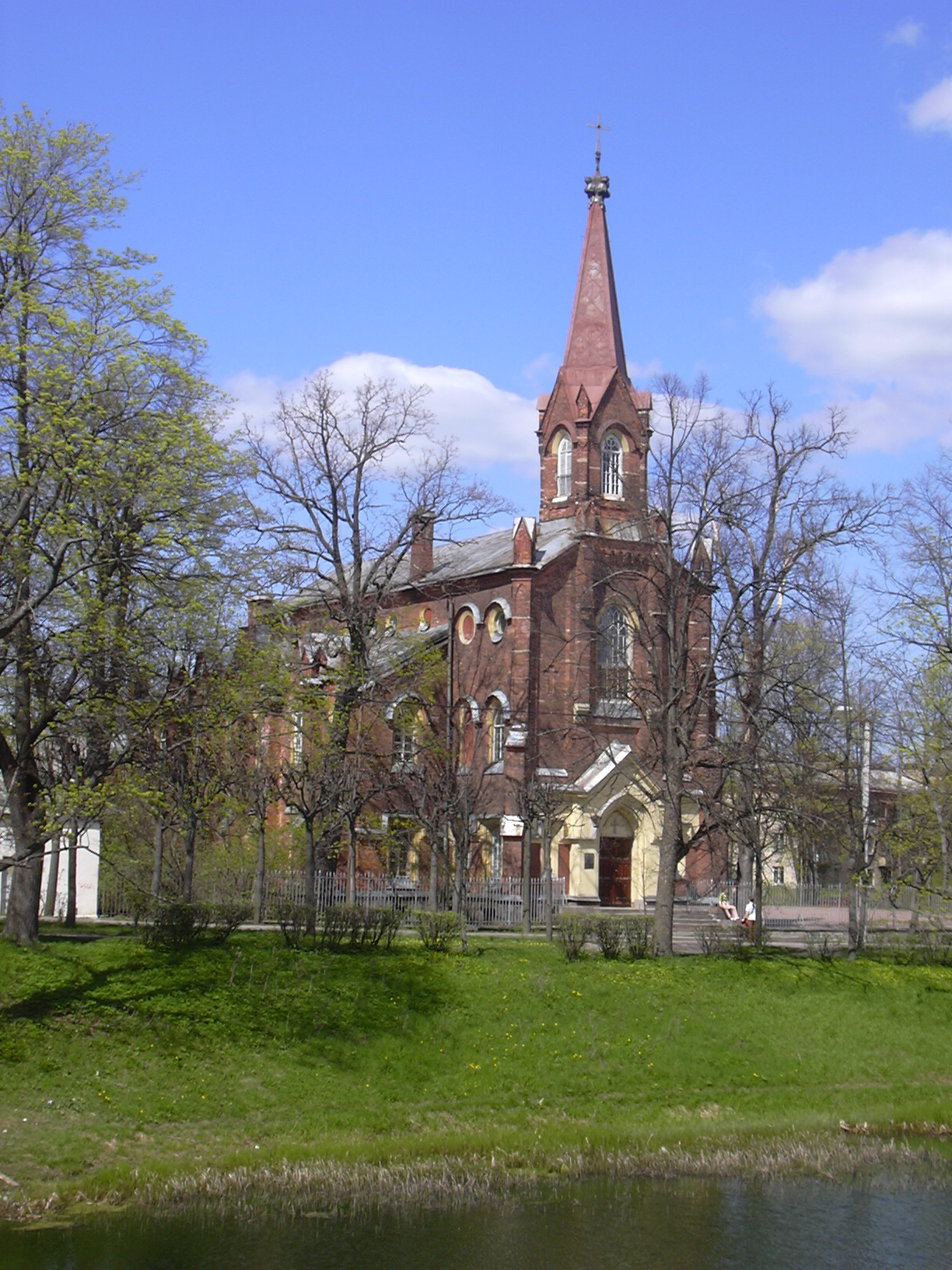
Пушкинская кирха

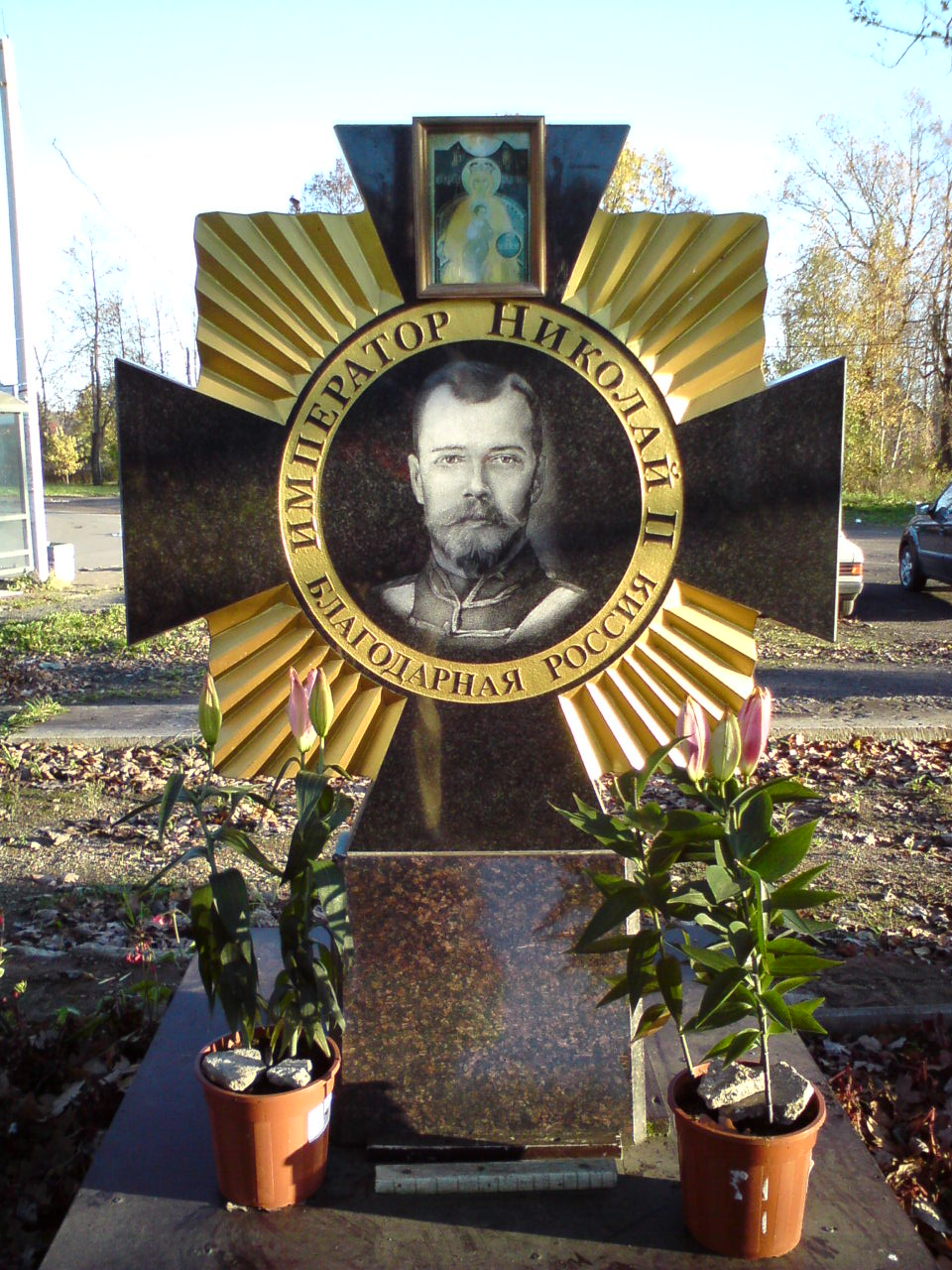
Памятный крест на месте разобранной в 1949 году часовни

- Родился в Финляндии, г. Гельсингфорс, а, познания в зодчестве приобрел в Петербурге в императорской Академии художеств, где им были достигнуты «отличные успехи в архитектурном художестве сочинением им проектов».
- Александр Фомич Видов работает в качестве архитекторского помощника, в 1840-х годах, под руководством архитекторов Василия Стасова и Андрея Штакеншнейдера в Царском Селе.
- В Александровском дворце по рисункам А. Ф. Видова была оформлена Голубая гостиная супруги Николая I Александры Федоровны. (Гостиная, также, одновременно являлась и кабинетом императрицы.)
- В 1851 и 1852 году он был награждён 2 серебряными медлями первого и второго достоинства «по теории практического строительного искусства, правильным составлением смет и в исправлении рисунков фигур и орнаментов».
- С 1854 г. он работает в Царском Селе с архитектором Ипполитом Антоновичем Монигетти, участвуя в перестраивании личных комнат императора Александра II в Зубовском флигеле Екатерининского дворца.
- 16 марта 1859 года о нем составил отличный отзыв профессор архитектуры И. А. Монигетти по случаю прошения А.Видова о звании академика на благоусмотрение Совета Императорской Академии художеств. 18 марта Видов признается академиком СПб Академии художеств.
- В 1865 году А. Видов спланировал Собственный садик с фонтаном и перголой рядом с Екатерининским дворцом.
- 25 мая 1868 года в присутствии Императора Александра II и нескольких лиц Императорской Фамилии освящена каменная часовня «в память о чудесном спасении по Милости Божией жизни Государя Императора Александра II 25 мая 1867 года во время посещения Всемирной выставки в Париже, на которой на него польским террористом-фанатиком А. Березовским было совершено покушение». Автор проекта часовни — архитектор А. Ф. Видов. 10 января 1949 года во время комсомольского субботника она была разобрана. В 2011 году на сохранившемся цоколе разобранной в 1949 году каменной часовни был установлен памятный знак в виде креста с воспроизведённой фотографией Николая Второго и надписью «Император Николай II. Благодарная Россия». 59°43′52″ с. ш. 30°20′21″ в. д.HGЯO

## Работы
К работам А.Ф. Видова относятся:
- 1860—1865 — Пушкинская кирха;
- 1868 — часовня на станции Александровская недалеко от Царского Села;
- 1869 — перестройка Певческого флигеля;
- 1872 — Богадельня;
- 1874 — работы в Запасном дворце.